# Eugenio Saitta
Eugenio Saitta (Catania, 9 maggio 1988) è un politico italiano.

## Biografia
Nato a Catania, vive a Scordia.
Dopo la maturità scientifica, nel 2016 ha conseguito la laurea in giurisprudenza presso l'Università degli Studi di Catania.
A Scordia ha presieduto dal 2011 al 2012 il locale circolo della FUCI.
Svolge la professione di collaboratore legale presso uno studio di Catania, oltre a collaborare nell'azienda agricola di famiglia.

## Attività politica
Nel 2012 ha iniziato a partecipare alle attività del meet-up del Movimento 5 Stelle di Scordia.
Alle elezioni comunali del 2013 è candidato a consigliere comunale di Scordia per il Movimento 5 Stelle, ottenendo 77 preferenze e non risultando eletto. Si ricandida alla successiva tornata elettorale del 2017, ma non riesce nuovamente a ottenere il seggio in Consiglio comunale.
Alle elezioni politiche del 2018 viene eletto alla Camera dei Deputati nel collegio uninominale Sicilia 2 - 07 (Paternò) per il Movimento 5 Stelle, ottenendo il 51,37% e superando Giuseppe Geremia Lombardo del centrodestra (32,96%) e Maria Grazia Pannitteri del centrosinistra (10,69%). Durante la XVIII Legislatura ha fatto parte della Commissione Giustizia.
Alle elezioni politiche del 2022 viene ricandidato alla Camera per il Movimento 5 Stelle nel collegio uninominale Sicilia 2 - 01, dove ottiene il 29,83% ed è sconfitto da Antonino Minardo del centrodestra (41,38%), e in terza posizione nel collegio plurinominale Sicilia 2 - 03, non risultando rieletto.